# Glaziova
Glaziova é um género botânico pertencente à família Bignoniaceae.

## Espécies
- Glaziova bauhinioides
- Glaziova elegantissima
- Glaziova insignis
- Glaziova martiana
- Glaziova treubiana